# Peggy Claude-Pierre
Peggy Claude-Pierre is een Canadese counselor. Haar boek The Secret Language of Eating Disorders (1997) werd wereldwijd een bestseller. Tevens treedt zij regelmatig op als gastspreker in binnen- en buitenland.
De kliniek van Claude-Pierre werd in 1999 gesloten vanwege mishandeling van patiënten.

## Counselor en ervaringsdeskundige
Claude-Pierre is moeder van twee dochters die beiden vlak na elkaar anorexia ontwikkelden. Gespecialiseerde klinieken konden haar dochters niet helpen, maar Claude-Pierre, toen in opleiding tot psycholoog, ontwikkelde zelf een methode om haar kinderen te helpen. Beide dochters genazen, waarna Claude-Pierre zich toelegde op het opschrijven van haar methode en het helpen van andere kinderen met anorexia, die Claude-Pierre slachtoffers noemt. Zij omschrijft haar werk sindsdien als een missie.

## Lof en kritiek
Hoewel Claude-Pierre door Oprah Winfrey omschreven werd als een engel op aarde, en ook andere gezaghebbende bronnen onder de indruk waren van Claude-Pierres werk, is er ook kritiek. Zo kwam er een boek uit dat een zeer kritische toon laat horen omtrent de handelwijze van Claude-Pierre, echter is op dit boek ook weer veel commentaar gekomen. De Canadese rechtbank heeft Claude-Pierres kliniek gesloten omdat er discutabele verhalen naar buiten kwamen en er in een jaar tijd twee patiënten zouden zijn overleden. Volgens Claude-Pierre zelf zijn deze patiënten echter niet tijdens de behandeling overleden, maar zijn zij voortijdig uit de kliniek vertrokken. Dit geeft ook de Engelse Samantha Kendall in een interview aan. Claude-Pierre heeft haar psychologiegraad nooit behaald, omdat zij te veel lessen gemist zou hebben ten tijde van de ziekte van haar eigen dochters. Toch claimen veel patiënten door haar te zijn geholpen en genezen..